# کلیو بالدون
کلیو بالدون (انگلیسی: Cleo Baldon; ۱ ژوئن ۱۹۲۷  – ۱۲ اکتبر ۲۰۱۴) معمار و معمار منظر اهل ایالات متحده آمریکا بود.